# Show Me Love (canción de Robin S.)
«Show Me Love» —en español: «Demuéstrame amor»— es una canción de música dance interpretada por la cantante estadounidense Robin S.. Está considerado como uno de los himnos de música dance de todos los tiempos, siendo versionada más de una docena de veces por artistas, bandas, DJs de diferentes países a 20 años después de su lanzamiento. Inicialmente fue lanzado en 1990 bajo su verdadero nombre Robin Stone y en 1993 fue relanzado con nuevas voces como el primer sencillo de su álbum debut del mismo nombre convirtiéndose en su mayor éxito hasta la fecha. La canción suele confundirse a menudo con el sencillo "Luv 4 Luv", que es musicalmente similar y lanzado en la misma época, y con la canción editada en 1997 "Show Me Love" por la cantante sueca Robyn (mismo título y nombres de artista similares), aunque ambas canciones no tienen relación alguna.
La canción alcanzó el primer lugar en el Hot Dance Club Play, el quinto en el Billboard Hot 100 de los Estados Unidos, y el sexto en la lista de éxitos del Reino Unido. La canción es reconocido por el uso del órgano de percusión Korg M1.
La letra trata sobre el anhelo de una persona que desea que se le demuestre algo de afecto, que verdaderamente existe ese sentimiento en quien utiliza las palabras sobre amor pero no lo demuestra en acciones.

## Lista de canciones
| Vinilo de 12" (1990) |                               |          |  |
| N.º                  | Título                        | Duración |  |
| 1.                   | «Show Me Love» (Montego Mix)  | 6:45     |  |
| 2.                   | «Show Me Love» (Dub Mix)      | 3:30     |  |
| 3.                   | «Show Me Love» (New York Mix) | 5:51     |  |
| 4.                   | «Show Me Love» (Maritius Mix) | 4:07     |  |

| Vinilo de 12" (1993) |                                       |          |  |
| N.º                  | Título                                | Duración |  |
| 1.                   | «Show Me Love» (Stonebridge Club Mix) | 7:43     |  |
| 2.                   | «Show Me Love» (New Club Mix)         | 8:50     |  |
| 3.                   | «Show Me Love» (J.J.'s Remix)         | 6:40     |  |
| 4.                   | «Show Me Love» (AKA Remix)            | 6:28     |  |
| 5.                   | «Show Me Love» (UK Radio Mix)         | 3:19     |  |

| Sencillo en CD (1997) |                                                   |          |  |
| N.º                   | Título                                            | Duración |  |
| 1.                    | «Show Me Love» (Lisa Marie Vocal Experience Edit) | 4:19     |  |
| 2.                    | «Show Me Love» (StoneBridge Edit)                 | 4:14     |  |
| 3.                    | «Show Me Love» (Lisa Marie Vocal Experience)      | 8:12     |  |
| 4.                    | «Show Me Love» (Lisa Marie Sequential Dub)        | 7:08     |  |
| 5.                    | «Show Me Love» (Todd Edward's Remix)              | 7:14     |  |
| 6.                    | «Show Me Love» (Stone's Club Mix)                 | 7:38     |  |

| Sencillo en CD (2002) |                                                          |          |  |
| N.º                   | Título                                                   | Duración |  |
| 1.                    | «Show Me Love» (Tonka's 2002 Club Mix)                   | 5:35     |  |
| 2.                    | «Show Me Love» (Tonka's Pianomission Rmx)                | 4:40     |  |
| 3.                    | «Show Me Love» (Pacha Mama Mix)                          | 9:50     |  |
| 4.                    | «Show Me Love» (Stonebridge '99 Update Mix)              | 10:07    |  |
| 5.                    | «Show Me Love» (DJ Antoine vs. Mad Mark's 2K1 Vocal Mix) | 5:37     |  |
| 6.                    | «Show Me Love» (Onionz Vocal Mix)                        | 7:11     |  |
| 7.                    | «Show Me Love» (Onionz Acid Lovers Dub)                  | 5:55     |  |
| 8.                    | «Show Me Love» (Original Stonebridge Mix)                | 4:28     |  |

## Posicionamiento en listas y certificaciones
| Lista (1993)                           | Mejor posición |
| -------------------------------------- | -------------- |
| Alemania (Media Control AG)            | 11             |
| Austria (Ö3 Austria Top 40)            | 15             |
| Bélgica (Flandes) (Ultratop 50)        | 9              |
| Canadá (RPM Dance)                     | 2              |
| Estados Unidos (Billboard Hot 100)     | 5              |
| Estados Unidos (Hot Dance Club Play)   | 1              |
| Estados Unidos (Pop Songs)             | 5              |
| Estados Unidos (Hot R&B/Hip-Hop Songs) | 7              |
| Francia (SNEP)                         | 14             |
| Irlanda (IRMA)                         | 29             |
| Países Bajos (Dutch Top 40)            | 13             |
| Reino Unido (UK Singles Chart)         | 6              |
| Suecia (Sverigetopplistan)             | 10             |
| Suiza (Schweizer Hitparade)            | 9              |

| País           | Organismo certificador | Certificación  | Ref.   |
| -------------- | ---------------------- | -------------- | ------ |
| Estados Unidos | RIAA                   | Disco de Oro   | [ 17 ] |
| Reino Unido    | BPI                    | Disco de Plata | [ 18 ] |

### Sucesión en listas
| Anterior: «Took My Love» de Bizarre Inc con Angie Brown | Hot Dance Club Play — Sencillo Nro 1 8 de mayo de 1993 — 15 de mayo de 1993 | Siguiente: «Fever» de Madonna |

## Versión de Steve Angello & Laidback Luke
En 2008, la canción fue re-versionada por los DJs y productores de música house Steve Angello y Laidback Luke revocalizada por la misma Robin S.. Originalmente fue lanzado a través del sello Happy Music el 12 de diciembre de 2008. Esta versión se convirtió en un éxito especialmente en el Reino Unido, donde encabezó las listas de música dance en 2009.
La idea surgió luego de que Hardwell realizara un bootleg en 2007 ("Show Me Love vs. Be") compuesto por la canción de Robin S. "Show Me Love" y el tema de Steve Angello y Laidback Luke titulado “Be”, (que a su vez incluye el sample de "Reach Out" original de Sweet Mercy con las voces de Rowetta editado en 1990) Debido al suceso que tuvo en las pistas de baile deciden reeditar "Show Me Love" en el año 2008.

### Lista de canciones
| Descarga digital |                                         |          |  |
| N.º              | Título                                  | Duración |  |
| 1.               | «Show Me Love» (AC Slater Dub)          | 4:35     |  |
| 2.               | «Show Me Love» (AC Slater Vocal Mix)    | 5:49     |  |
| 3.               | «Show Me Love» (Afrojack Short Remix)   | 5:45     |  |
| 4.               | «Show Me Love» (Blame Dub)              | 5:29     |  |
| 5.               | «Show Me Love» (Blame Edit)             | 2:55     |  |
| 6.               | «Show Me Love» (Hardwell Style Mix)     | 5:18     |  |
| 7.               | «Show Me Love» (Hardwell's Sunrise Mix) | 6:46     |  |
| 8.               | «Show Me Love» (The Partysquad Remix)   | 3:38     |  |
| 9.               | «Show Me Love» (Radio Edit)             | 3:04     |  |
| 10.              | «Show Me Love» (Style of Eye Remix)     | 10:03    |  |
| 11.              | «Show Me Love» (DBN Remix)              | 6:58     |  |
| 12.              | «Show Me Love» (Bootleg Version)        | 5:18     |  |
| 13.              | «Show Me Love» (Extended Mix)           | 6:40     |  |

### Posicionamiento en listas
| Lista (2009)                   | Mejor posición |
| ------------------------------ | -------------- |
| Alemania (Media Control AG)    | 93             |
| Austria (Ö3 Austria Top 40)    | 64             |
| Francia (SNEP)                 | 25             |
| Irlanda (IRMA)                 | 25             |
| Reino Unido (UK Singles Chart) | 11             |
| Reino Unido (UK Dance Chart)   | 4              |

## Otras versiones
Esta canción fue versionada diversas veces a lo largo de los años.
- En 2005, el cantante italiano Sagi Rei incluyó su cover en el álbum Emotional Songs.[29]
- La versión de Michael Mind realizada en 2008 logró ingresar en varias listas europeas.[30]
- Ibiza Music United (2007), Mobin Master, Soulshaker, Mike Candys y Jack Holiday, Andreas Johnson, CrispyDonuts fueron otros de los artistas que reversionaron la canción.
- En 2011, Jason Derülo sampleó la base instrumental de la canción en su sencillo Don't Wanna Go Home, de su álbum de estudio Future History.
- En 2012, el DJ alemán Sean Finn realizó su versión electro house.[31]
- En 2013, Kid Ink sampleó la melodía en su sencillo «Show Me» con la colaboración de Chris Brown. Esta versión alcanzó el número 13 en el Billboard Hot 100.[32]
- En 2014, el grupo británico Clean Bandit realizó su versión incluida en la edición especial de su álbum New Eyes.[33]
- En 2015, el DJ y productor holandés Sam Feldt lanzó su versión con las voces de Kimberly Anne por el sello Spinnin', alcanzando la cuarta ubicación en el Reino Unido.[34]